# برناردو هرنانديز فيلاسينيور
برناردو هرنانديز فيلاسينيور (بالإسبانية: Bernardo Hernández Villaseñor)‏ هو لاعب كرة قدم مكسيكي في مركز الهجوم، ولد في 20 أغسطس 1942 في مدينة مكسيكو في المكسيك. شارك مع منتخب المكسيك لكرة القدم. أما مع النوادي، فقد لعب مع نادي أتلانتي.

## وصلات خارجية
- برناردو هرنانديز فيلاسينيور على موقع ناشيونال فوتبول تيمز (الإنجليزية)
- برناردو هرنانديز فيلاسينيور على موقع أوليمبيديا (الإنجليزية)